# Вечный Хутор
Вечный Хутор — деревня в Духовницком районе Саратовской области, в составе сельского поселения Дмитриевское муниципальное образование. Деревня расположена на берегу Саратовского водохранилища, южнее районного центра рабочего посёлка Духовницкое.
Население — 292 (2010).

## История
В Списке населённых мест Российской империи по сведениям за 1859 год упоминается как купеческий хутор Вечный, расположенный при реке Волге на расстоянии 63 вёрст от уездного города. Хутор относился к Николаевскому уезду Самарской губернии. В населённом пункте проживало 152 мужчины и 169 женщин. 
После крестьянской реформы хутор был отнесён к Липовской волости. Согласно Списку населённых мест Самарской губернии по сведениям за 1889 год на хуторе насчитывалось 96 дворов, проживали 352 жителей, мещане, русские православного и раскольнического вероисповедания, имелись маслобойня и кирпичный завод. 
Согласно Списку населённых мест Самарской губернии 1910 года на хуторе проживали 295 мужчин и 313 женщин, работали кирпичный завод и механическая мельница. Земельный надел составлял 1920 десятин удобной и 15 десятин неудобной земли.

## Население
Динамика численности населения по годам:
| Годы      | 1859 | 1889 | 1910 | 2002 |
| --------- | ---- | ---- | ---- | ---- |
| Население | 321  | 352  | 608  | 340  |

| 2002 | 2010 |
| ---- | ---- |
| 340  | ↘292 |

Национальный состав
Согласно результатам переписи 2002 года русские составляли 87 % населения деревни.